# Tati Sporting Club FC
El Tati Sporting Club FC, també conegut com a TASC FC, és un club de futbol botswanès de la ciutat de Francistown.
El TASC va ser fundat el 1983 per Mr. Leshongwne, Mike Molefe i Motang, i s'anomenà originàriament Army Zebras Football Club. També és conegut com a Tongo Boys o TASC Confidence. El Task Confidence jugava amb camisa groga i pantaló negre.

## Palmarès
- Copa botswanesa de futbol: [2]
  - 1991, 2001